# Егон Дерстлінг
Егон Дерстлінг (нім. Egon Doerstling; 28 січня 1890, Хемніц — 9 листопада 1965, Гарміш-Партенкірхен) — німецький офіцер, генерал авіації (1 червня 1942).

## Біографія
24 лютого 1910 року вступив в 177-й (12-й короля саксонського) піхотний полк. Закінчив Данцигське військове училище (1911). Учасник Першої світової війни. Пройшов льотну підготовку (1916). У 1917-19 роках — командир ескадрильї 5-ї бомбардувальної ескадри. 
У 1919 році — командир 1-го прикордонного авіаційного з'єднання в Бауцені. Після демобілізації армії залишений в рейхсвері, командував ротою піхотного полку. З 1 жовтня 1927 року — радник з авіації в штабі 4-ї дивізії. У 1932-33 році відвідував лекції в Берлінському університеті. З 1 липня 1933 року — начальник відділу управління ППО Імперського військового міністерства. 1 жовтня 1933 року переведений в люфтваффе і призначений начальником авіабази в Шляйссгаймі. З 1 січня 1935 року — начальник відділу LA II (організаційного) Імперського міністерства авіації (з 1936 року —  відділ Генштабу люфтваффе). Брав активну участь у створенні люфтваффе. З 1 жовтня 1937 року — командир 253-й бомбардувальної ескадри «Генерал Вефер». 
1 липня 1938 року очолив Управління постачання Імперського міністерства авіації. Керував організацією виробництва, замовленнями і прийманням технічного обладнання для люфтваффе. Один з найближчих співробітників Ернста Удета і Ергарда Мільха. З черговою кризою поставок 7 серпня 1943 року знятий з посади і призначений начальником авіаційної області «Голландія». 1 січня 1944 року область була розформована, а Дерстлінг зарахований в резерв ОКЛ. З 28 лютого 1944 року — начальник 18-ї авіаційної області зі штаб-квартирою у Відні. 8 травня 1945 року здався американським військам. 22 грудня 1947 року звільнений.

## Нагороди
- Залізний хрест 2-го і 1-го класу
- Орден Заслуг (Саксонія), лицарський хрест 2-го класу з мечами
- Орден Альберта (Саксонія), лицарський хрест 2-го класу з мечами
- Орден «За хоробрість» 4-го ступеня, 2-й клас (Болгарія)
- Нагрудний знак військового пілота (Пруссія)
- Нагрудний знак пілота-спостерігача (Пруссія)
- Військовий орден Святого Генріха, лицарський хрест (1 травня 1918)
- Нагрудний знак «За поранення» в чорному
- Почесний хрест ветерана війни з мечами
- Медаль «За вислугу років у Вермахті» 4-го, 3-го, 2-го і 1-го класу (25 років)
- Нагрудний знак спостерігача
- Хрест Воєнних заслуг 2-го і 1-го класу з мечами